# Carla Swart
Pour les articles homonymes, voir Swart.
Carla Swart, née le 26 novembre 1987 à Graaff-Reinet en Afrique du Sud et décédée le 19 janvier 2011, est une coureuse cycliste sud-africaine, professionnelle entre 2009 et 2011.

## Biographie
Carla Swart rejoint l'équipe cycliste MTN Ladies en 2009. Elle remporte la quatrième étape du Tour of the Gila. En 2010 elle remporte la médaille de bronze du championnat d'Afrique du contre-la-montre et elle termine dixième du championnat du monde sur route. 
Le 19 janvier 2011, Carla Swart meurt renversée par un camion alors qu'elle s'entraîne.

## Résultats
- 2009
  - 4e étape du Tour of the Gila
- 2010
  - 3e du championnat d'Afrique du contre-la-montre
  - 10e du championnat du monde sur route